# S21 (Berlin)
| |                                                              |                                           |                                           |
| Streckennummer (DB): | 6017 Westhafen–Hbf–Potsdamer Platz 6019 Wedding–Hauptbahnhof |                                           |                                           |
| Spurweite: | 1435 mm (Normalspur)                                         |                                           |                                           |
| Stromsystem: | untenbestrichene Seitenstromschiene 750 V =                  |                                           |                                           |
| |                                                              |                                           |                                           |
| \| \| \| Nordring \| \| \| \| \| Westhafen \| \| \| \| \| Wedding \| \| \| \| 0,0 00,1 \| \| \| \| \| 0,7 \| Berlin-Spandauer Schifffahrtskanal \| Berlin-Spandauer Schifffahrtskanal \| \| \| \| Perleberger Brücke \| \| \| \| 1,6 01,6 \| \| \| \| \| 1,8 00,0 \| \| \| \| \| \| \| \| \| \| 2,3 00,0 \| Hauptbahnhof Stadtbahn \| Hauptbahnhof Stadtbahn \| \| \| \| \| \| \| \| 2,5 00,0 \| (Ende des ersten Realisierungsabschnitts) \| (Ende des ersten Realisierungsabschnitts) \| \| \| \| Spree \| \| \| \| \| Reichstag (frühere Planung) \| \| \| \| \| \| \| \| \| \| Nord-Süd-Tunnel von Brandenburger Tor \| \| \| \| \| Potsdamer Platz \| \| \| \| \| Nord-Süd-Tunnel zum Anhalter Bahnhof \| \| \| \| \| \| \| \| \| \| Landwehrkanal \| \| \| \| \| Gleisdreieck \| \| \| \| \| \| \| \| \| \| vom Anhalter Bahnhof (Nord-Süd-Tunnel) \| \| \| \| \| Yorckstraße \| \| \| \| \| Anhalter Vorortbahn nach Südkreuz \| \| \| \| \| \| \| \| \| \| Julius-Leber-Brücke \| \| \| \| \| Wannseebahn nach Schöneberg \| \| \| \| \| Südring von Schöneberg \| \| \| \| \| \| \| \| \| \| Südkreuz Anhalter Vorortbahn \| \| \| \| \| \| \| \| \| \| Südring nach Tempelhof \| \| |                                                              |                                           |                                           |
| Strecke · Strecke |                                                              | Nordring                                  | Nordring                                  |
| S-Bahnhof · Strecke |                                                              | Westhafen                                 | Westhafen                                 |
| Strecke · S-Bahnhof |                                                              | Wedding                                   | Wedding                                   |
| Abzweig ehemals geradeaus und nach links · Abzweig ehemals geradeaus und nach rechts | 0,0 00,1                                                     |                                           |                                           |
| Strecke (außer Betrieb) · Brücke über Wasserlauf (Strecke außer Betrieb) | 0,7                                                          | Berlin-Spandauer Schifffahrtskanal        | Berlin-Spandauer Schifffahrtskanal        |
| S-Bahn-Halt (Strecke außer Betrieb) · S-Bahn-Halt (Strecke außer Betrieb) |                                                              | Perleberger Brücke                        | Perleberger Brücke                        |
| Verschwenkung nach links (Strecke außer Betrieb) · Verschwenkung nach rechts (Strecke außer Betrieb) | 1,6 01,6                                                     |                                           |                                           |
| Tunnelanfang (Strecke außer Betrieb) | 1,8 00,0                                                     |                                           |                                           |
| |                                                              |                                           |                                           |
| Turm-S-Bahnhof (Strecke geradeaus außer Betrieb) (im Tunnel) | 2,3 00,0                                                     | Hauptbahnhof Stadtbahn                    | Hauptbahnhof Stadtbahn                    |
| |                                                              |                                           |                                           |
| Grenze (Strecke außer Betrieb) (im Tunnel) | 2,5 00,0                                                     | (Ende des ersten Realisierungsabschnitts) | (Ende des ersten Realisierungsabschnitts) |
| Strecke unter Wasserlauf (Strecke außer Betrieb) (im Tunnel) |                                                              | Spree                                     | Spree                                     |
| S-Bahn-Halt (Strecke außer Betrieb) (im Tunnel) |                                                              | Reichstag (frühere Planung)               | Reichstag (frühere Planung)               |
| Kreuzung mit oberirdischer Strecke (im Tunnel) |                                                              | U5                                        | U5                                        |
| Abzweig ehemals geradeaus und von links (im Tunnel) |                                                              | Nord-Süd-Tunnel von Brandenburger Tor     | Nord-Süd-Tunnel von Brandenburger Tor     |
| S-Bahnhof (im Tunnel) |                                                              | Potsdamer Platz                           | Potsdamer Platz                           |
| Abzweig ehemals geradeaus und nach links (im Tunnel) |                                                              | Nord-Süd-Tunnel zum Anhalter Bahnhof      | Nord-Süd-Tunnel zum Anhalter Bahnhof      |
| Tunnelende (Strecke außer Betrieb) |                                                              |                                           |                                           |
| Brücke über Wasserlauf (Strecke außer Betrieb) |                                                              | Landwehrkanal                             | Landwehrkanal                             |
| S-Bahn-Halt (Strecke außer Betrieb) |                                                              | Gleisdreieck                              | Gleisdreieck                              |
| Verschwenkung von links (Strecke außer Betrieb) · Verschwenkung von rechts (Strecke außer Betrieb) |                                                              |                                           |                                           |
| Abzweig ehemals geradeaus und von links · Abzweig ehemals geradeaus und von links |                                                              | vom Anhalter Bahnhof (Nord-Süd-Tunnel)    | vom Anhalter Bahnhof (Nord-Süd-Tunnel)    |
| S-Bahn-Halt · S-Bahn-Halt |                                                              | Yorckstraße                               | Yorckstraße                               |
| Strecke · Strecke nach links |                                                              | Anhalter Vorortbahn nach Südkreuz         | Anhalter Vorortbahn nach Südkreuz         |
| Verschwenkung nach links |                                                              |                                           |                                           |
| S-Bahn-Halt |                                                              | Julius-Leber-Brücke                       | Julius-Leber-Brücke                       |
| Abzweig ehemals geradeaus und nach rechts |                                                              | Wannseebahn nach Schöneberg               | Wannseebahn nach Schöneberg               |
| Abzweig ehemals geradeaus und von rechts |                                                              | Südring von Schöneberg                    | Südring von Schöneberg                    |
| |                                                              |                                           |                                           |
| Turm-S-Bahnhof geradeaus oben |                                                              | Südkreuz Anhalter Vorortbahn              | Südkreuz Anhalter Vorortbahn              |
| |                                                              |                                           |                                           |
| Strecke |                                                              | Südring nach Tempelhof                    | Südring nach Tempelhof                    |

S21, teilweise auch als City-S-Bahn vermarktet, ist die Planungsbezeichnung für ein Projekt in Berlin, mit dem mittelfristig eine zweite Nord-Süd-Strecke der Berliner S-Bahn im inneren Stadtgebiet realisiert werden soll. Sie dient unter anderem zur besseren Anbindung des Berliner Hauptbahnhofs. Der erste Bauabschnitt mit zwei Ästen von der nördlichen Berliner Ringbahn zum Hauptbahnhof soll 2026 provisorisch in Betrieb genommen werden. Anschließend ist der Bau eines Folgeabschnitts bis zum Bahnhof Potsdamer Platz vorgesehen sowie in einem dritten Bauabschnitt bis zum Bahnhof Yorckstraße bzw. weiter zum Südteil der Ringbahn. Der Senat von Berlin geht für die drei Bauabschnitte vom Nordring bis zur Yorckstraße von Gesamtkosten in Höhe von rund 900 Millionen Euro aus. Das Gesamtprojekt soll frühestens 2037 vollendet werden.

## Streckenverlauf
Die Strecke schafft eine S-Bahn-Verbindung vom Nordring (Jungfernheide und Westhafen sowie Wedding und Gesundbrunnen) und den nördlichen Vorortstrecken (Kremmener Bahn aus Hennigsdorf, Nordbahn aus Oranienburg und Stettiner Bahn aus Bernau) über den Hauptbahnhof, Potsdamer Platz, Gleisdreieck, Yorckstraße zum Südring (Schöneberg, Südkreuz) und den südlichen Vorortstrecken (Wannseebahn aus Berlin-Wannsee, Anhalter Vorortbahn aus Teltow und Dresdener Bahn aus Blankenfelde).
Fast parallel zur S21 verlaufen zwei weitere Eisenbahntunnel in Nord-Süd-Richtung: Der erste Nord-Süd-Tunnel der Berliner S-Bahn ist die Tunnelstrecke unter der Innenstadt und umfasst den Streckenabschnitt Bornholmer Straße – Gesundbrunnen – Friedrichstraße – Anhalter Bahnhof – Priesterweg/Schöneberg. Eine Verknüpfung beider Tunnelstrecken ist an den Bahnhöfen Potsdamer Platz und Yorckstraße geplant. Die Nord-Süd-Fernbahnstrecke für Fern- und Regionalzüge vom Nordring über Hauptbahnhof nach Südkreuz verläuft durch den 2006 in Betrieb genommenen Tunnel Nord-Süd-Fernbahn.
Das Projekt gliedert sich in mehrere Planungs- und Realisierungsabschnitte, von denen sich der erste in der konkreten Realisierung befindet.

## Vorgeschichte
Im Juni 1992 wurde vom Bundesverkehrsministerium das Pilzkonzept beschlossen. Es sah den Bau eines zentralen Bahnhofs im Bereich des früheren Lehrter Bahnhofs vor. Während das Areal in Ost-West-Richtung bereits mit der Berliner Stadtbahn erschlossen war, fehlte eine leistungsfähige innerstädtische Anbindung in Nord-Süd-Richtung. Hierzu war der Bau einer S-Bahn-Strecke vorgesehen, die in Richtung Nordwesten zur Berliner Ringbahn und vom Bahnhof Beusselstraße aus weiter zum damaligen Flughafen Tegel führen sollte. In Richtung Süden war ein Trassenverlauf über den Bahnhof Potsdamer Platz weiter zur Yorckstraße geplant. Wenig später wurde die Planung um eine Anbindung an die nördliche Ringbahn in Richtung Osten ergänzt. Im Mai 1993 stellte sich heraus, dass bei einer standardisierten Bewertung diese S-Bahn-Strecke nicht einmal annähernd einen Nutzen-Kosten-Faktor von 1 erreicht hätte.
Im Berliner Senat, der seinerzeit von einer Großen Koalition regiert wurde, gab es unterschiedliche Auffassungen über das Projekt. Die CDU mit ihrem Verkehrssenator Herwig Haase befürwortete das Konzept; die SPD mit dem Bausenator Wolfgang Nagel lehnte es aufgrund der hohen Kosten ab. Nachdem der Bund nicht zur Finanzierung des Projektes bereit war, beschloss der Berliner Senat am 5. Oktober 1993, auf den sofortigen Bau der Strecke zu verzichten. Auch auf eine Freihaltung der Trasse verzichtete der Senat mit Beschluss vom 30. November 1993. Für das Projekt waren damals Kosten in Höhe von einer Milliarde Mark geschätzt worden. Ein Jahr später versuchte Haase, eine Freihaltung der Trasse und den Bau einzelner Vorleistungen im Bereich Potsdamer Platz zu erreichen, scheiterte jedoch zunächst. Anfang 1995 wurde der Senatsbeschluss jedoch im Abgeordnetenhaus revidiert und eine Freihaltung der geplanten Trasse beschlossen, nachdem sich selbst die SPD-Fraktion gegen die Entscheidung des Bausenators gestellt hatte. Allerdings beinhaltete der damalige Beschluss nur eine Trassenfreihaltung am nördlichen Streckenende in Richtung Osten, nicht jedoch zur westlichen Ringbahn.
Im Herbst 1999 sicherte der Berliner Senat der Deutschen Bahn zu, den Rohbau der Verbindung vom Nordring zum Lehrter Bahnhof (der spätere Hauptbahnhof) vorzufinanzieren. Beim Bau des Fernbahntunnels und des unterirdischen Bahnhofsteils sollten auch entsprechende Anlagen für die S-Bahn errichtet werden. Die Deutsche Bahn ging damals davon aus, dass die S21 zusammen mit dem Fernbahntunnel Mitte 2005 in Betrieb gehen könne. Die unklare Finanzierung sorgte jedoch für weitere Verzögerungen des Baus. Anfang 2001 erklärte der Bund, dass er weiterhin die Strecke für unnötig halte und sie nicht finanzieren wolle. Dagegen hielt der Berliner Senat eine Nord-Süd-Anbindung des neuen zentralen Bahnhofs weiterhin für wichtig. Auch die Deutsche Bahn sah den Bau der S21 als vordringlich an.

## Planungs- und Realisierungsabschnitte

### Nordring – Hauptbahnhof

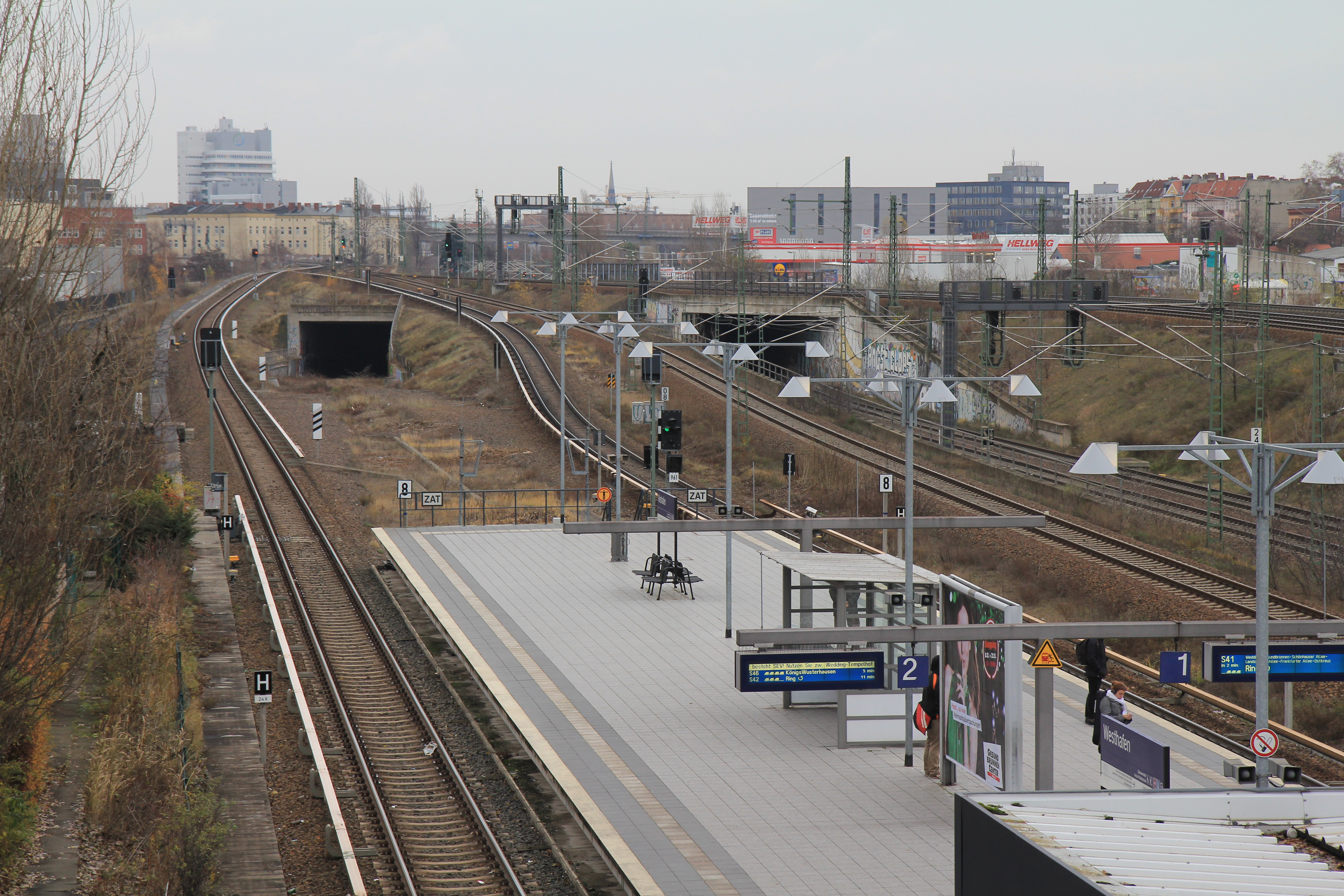
Vorbereitete Ausfädelung am S-Bahnhof Westhafen, 2013

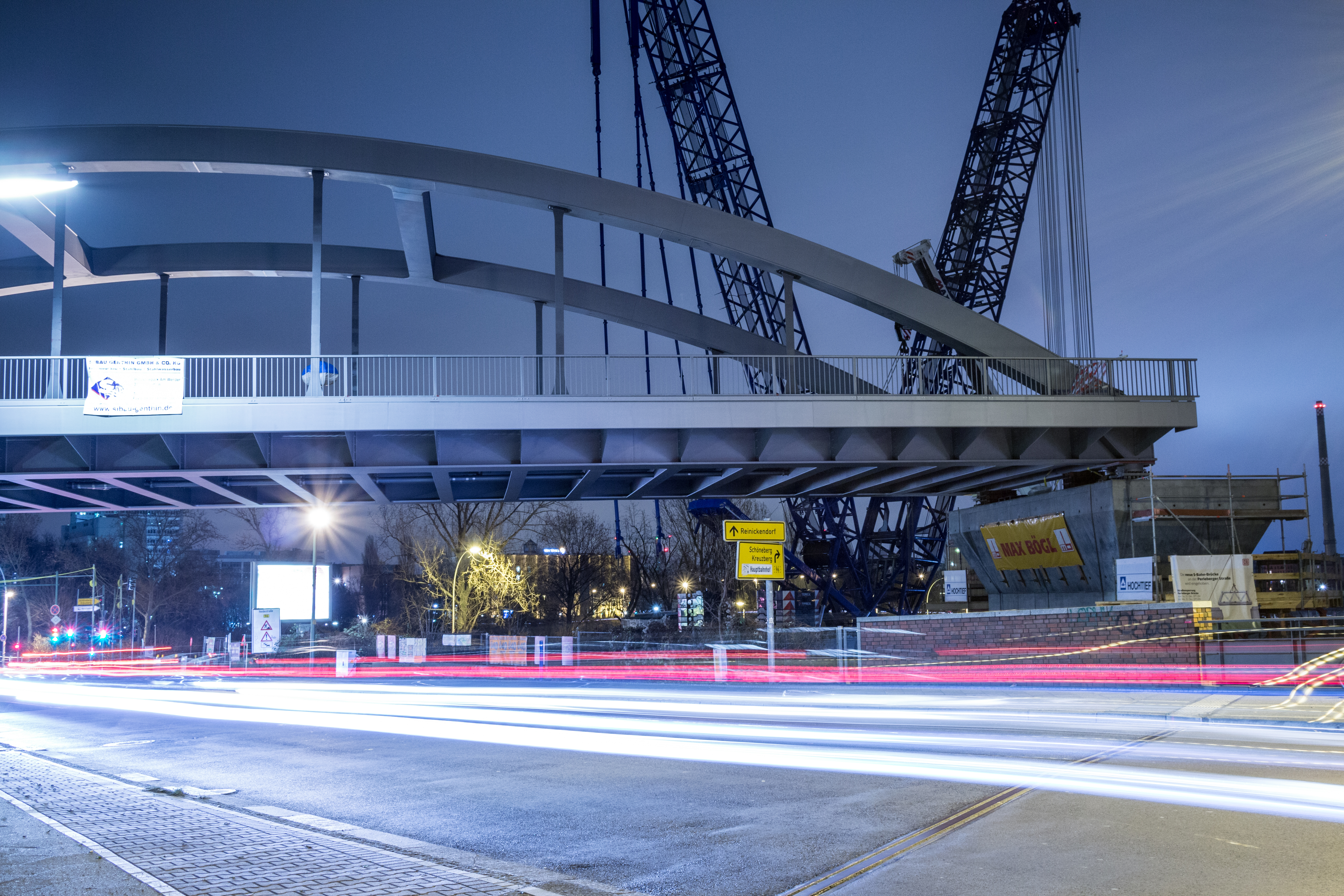
Einhub der Bahnbrücke an der Perleberger Straße, Dezember 2014

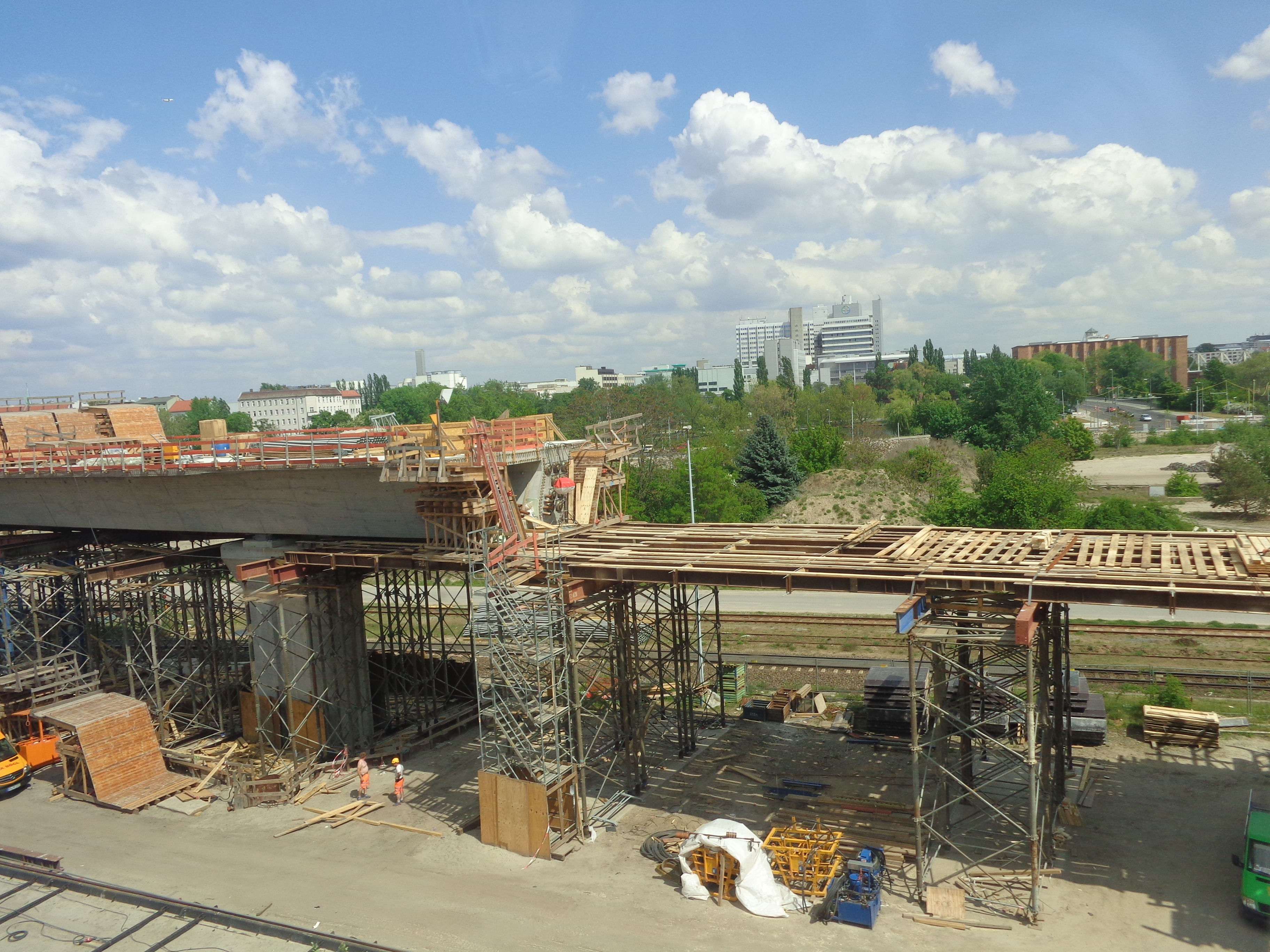
Bau der Brücke über den Hamburg-Lehrter Güterbahnhof, 2016

In einem ersten – rund vier Kilometer langen – Bauabschnitt wird eine neue Strecke vom Nordring – abzweigend von den Bahnhöfen Wedding und Westhafen – zum Hauptbahnhof realisiert, wo der Abschnitt in einer neu zu errichtenden unterirdischen Station endet. Ein zusätzlicher Zwischenbahnhof soll an der Perleberger Brücke gebaut werden. Seit 2005 liegt ein Planfeststellungsbeschluss des Eisenbahn-Bundesamtes vor. Dieser Teilabschnitt wird es ermöglichen, Züge der Ringbahn im Sinne einer Nordring-Spitzkehre zum Hauptbahnhof und zurückfahren zu lassen. Weiterhin ist geplant, Züge von Frohnau direkt zum Hauptbahnhof zu führen.
Der Bauabschnitt umfasst unter anderem die Realisierung von drei Brückenbauwerken, 7400 m Gleis und zehn Weichen sowie die Errichtung eines neuen elektronischen Stellwerks und eines neuen Unterwerks Perleberger Brücke  für die Bahnstromversorgung.

#### Verlauf
Der Westzweig wird, vom Bahnhof Westhafen kommend, nach Unterquerung der Ringbahngleise mittels eines 410 m langen Tunnels ebenerdig unter der Perleberger Brücke hindurchführen. Der Ostzweig vom Bahnhof Wedding wird die Gleise der Ringbahn in einem 190 m langen Tunnel unterqueren, anschließend die Tegeler Straße – die an dieser Stelle unterbrochen wurde – auf Straßenniveau kreuzen und von dort aus ansteigend auf einer 152 m langen Spannbetonbrücke die Grünanlage des Mettmannplatzes, das inzwischen wieder bis zur Fennstraße durchgebundene Nordufer, den Berlin-Spandauer Schifffahrtskanal und die Straße am Friedrich-Krause-Ufer überqueren. Hierbei unterquert die Strecke die Fernbahn vom Bahnhof Gesundbrunnen zum Hauptbahnhof, indem sie durch einen Doppelpfeiler der existierenden Brücke („Flyover“, ⊙) geführt wird. Auf einer 48 m langen Stabbogenbrücke wird anschließend die Perleberger Straße überquert. Die geplanten Bahnsteige der Station Perleberger Brücke – oben als Seitenbahnsteige und unten als Mittelbahnsteig – würden deshalb auf unterschiedlichen Höhen unterhalb bzw. oberhalb der Perleberger Brücke liegen. Südlich schließt sich eine weitere 265 m lange Spannbetonbrücke an, um die Gleisanlagen des ehemaligen Güter- und Containerbahnhofs zu überqueren und in den westlichen Streckenzweig höhenfrei einzufädeln. Danach führt die Strecke zweigleisig in einem rund 190 m langen Trog und anschließendem rund 610 m langen Tunnel zum Hauptbahnhof (tief). Für die S-Bahn-Station Hauptbahnhof sind bereits beim Bau des Hauptbahnhofs Vorleistungen unmittelbar östlich des U-Bahnhofs geschaffen worden.

#### Bau
Bereits am 13. Oktober 2000 wurde am Nordring der erste Spatenstich für Vorsorgemaßnahmen für die Abzweige der S21 gefeiert. Nach jahrelangem Streit hatte der Berliner Senat zuvor 85 Millionen Mark bereitgestellt (kaufkraftbereinigt in heutiger Währung: rund 68,6 Millionen Euro). Realisiert wurden Ausfädelungen mittels Tunnelbauwerken an den Ringbahnhöfen Westhafen und Wedding. Die Nordeinbindung in den Berliner Hauptbahnhof, die vom Bund durch das Gemeindeverkehrsfinanzierungsgesetz mit 24 Millionen Euro gefördert wird, sollte ursprünglich bis 2006 fertiggestellt werden. Im Juli 2007 gab die Deutsche Bahn Verzögerungen bei der Realisierung der ersten Baustufe bekannt.
Im Januar 2010 begannen Bauarbeiten zur Herstellung des Tunnelrohbaus unter der Invalidenstraße. Ein erneuerter „Erster Spatenstich“ für den Stationsbau am Hauptbahnhof erfolgte im Juni 2011. Die Leistungen für den Rohbau des Tunnels, des Trogs und der Verkehrsstation am Hauptbahnhof wurden am 23. Mai 2011 ausgeschrieben, am 9. Mai 2012 folgte die Ausschreibung der Brücken und Rampen sowie des Tief- und Gleisbaus. Ende 2011 begannen die Bauarbeiten südlich der Invalidenstraße, im Frühjahr 2012 dann auch am Tunnel und am Trog nördlich der Invalidenstraße.
Die Fertigstellung und Inbetriebnahme dieses ersten Bauabschnitts war zunächst für 2017 geplant, wofür Kosten von insgesamt rund 227 Millionen Euro veranschlagt wurden. Nachdem Mängel an den baulichen Vorleistungen am Hauptbahnhof entdeckt wurden, war mit Kostensteigerungen sowie einer Inbetriebnahme frühestens im Dezember 2020 zu rechnen. Man entschied sich für die Errichtung eines provisorischen Bahnsteigs unter der Invalidenstraße, um Pendelfahrten zum Bahnhof Gesundbrunnen zu ermöglichen. Die Mehrkosten dieser provisorischen Station, einschließlich Aufzügen und Brandschutz, sollen laut einem Pressebericht 20 Millionen Euro betragen. Aufgrund der absehbaren Kostensteigerung drängte der Bund auf eine Aktualisierung der Kosten-Nutzen-Untersuchung. Diese lieferte, ohne Beachtung der Perleberger Brücke, Ende 2015 einen Wert von 1,15 bei nun veranschlagten Baukosten von 319 Millionen Euro. Im August 2018 entstand die letzte große Baugrube des ersten Bauabschnitts am Hauptbahnhof, in der der eigentliche Stationsbereich für die S21 errichtet wird.
Im Jahr 2020 wurden beim Freilegen des Trägerrostes, einer netzartigen Konstruktion aus Stahlbetonbalken zur Abfangung der Stützenlasten und Weiterleitung in die Tiefgründung, gravierende Betonagefehler mit großen Fehlstellen festgestellt. Der Trägerrost, unter dem die S-Bahn-Strecke letztlich führen soll, war eine Bauvorleistung und muss komplett erneuert werden. Anfang 2022 folgte deshalb zur Sicherstellung einer ausreichenden Standsicherheit der Humboldthafenbrücken der Einbau einer Hilfskonstruktion für zehn Millionen Euro. Zusätzliche Untersuchungen im Untergrund zeigten weitere Baumängel, die die Konstruktion eines Bahnhofs unter der Stadtbahn-Strecke nicht wie vorgesehen erlauben. Im März 2023 kam es deshalb bis zur Klärung einer zusätzlichen Abfangkonstruktion zu einem zwischenzeitlichen Baustopp.
Die endgültige Station am Hauptbahnhof kann aufgrund einer geänderten Bautechnologie voraussichtlich erst 2026 eröffnet werden. Anfang 2020 gab die Deutsche Bahn die Gesamtkosten für diesen Bauabschnitt mit rund 400 Millionen Euro an.

#### Haltepunkt Perleberger Brücke
Der Bau des Haltepunkts Perleberger Brücke war lange offen. Der Fahrgastverband IGEB schlug vor die nötigen Gelder für den Interimsbahnsteig am Hauptbahnhof aufgrund geringen Nutzens stattdessen in die Errichtung des Bahnhofs an der Perleberger Brücke zu investieren. Anfang 2020 einigten sich das Land Berlin und die Deutsche Bahn darauf, Vorsorgemaßnahmen für diese Station einzuleiten. Im Frühjahr 2021 beauftragte das Land Berlin die Deutsche Bahn mit der Errichtung eines Haltepunkts an der Perleberger Brücke, für den rund 27.000 Fahrgäste pro Tag prognostiziert werden. Der Halt soll 2029 nachträglich in Betrieb genommen werden.

#### Teilinbetriebnahme
Die ursprünglich für 2021 geplante Teilinbetriebnahme des Streckenabschnitts vom Bahnhof Wedding bis zum Interimsbahnsteig am Hauptbahnhof wurde nach Bauverzögerungen, unter anderem wegen eindringenden Grundwassers an der Baugrube unter der Minna-Cauer-Straße, immer wieder verschoben. Ende Juni 2025 wurde bekannt, dass die Energieversorgung des provisorischen Halts am Hauptbahnhof neu geplant und konstruiert werden müsse, so dass frühestens im Frühjahr 2026 mit einer Inbetriebnahme zu rechnen sei.
Für die Strecke Nordring – Hauptbahnhof ist geplant, dass zunächst ein Pendelverkehr unter der Liniennummer S15 zwischen Hauptbahnhof und Gesundbrunnen mit Halt in Wedding im 10-Minuten-Takt mit Kurzzügen verkehren soll. Die Deutsche Bahn schätzte 2022, dass der neue Halt am Hauptbahnhof Berlin von täglich rund 42.000 Personen genutzt werden würde.

### Hauptbahnhof – Potsdamer Platz

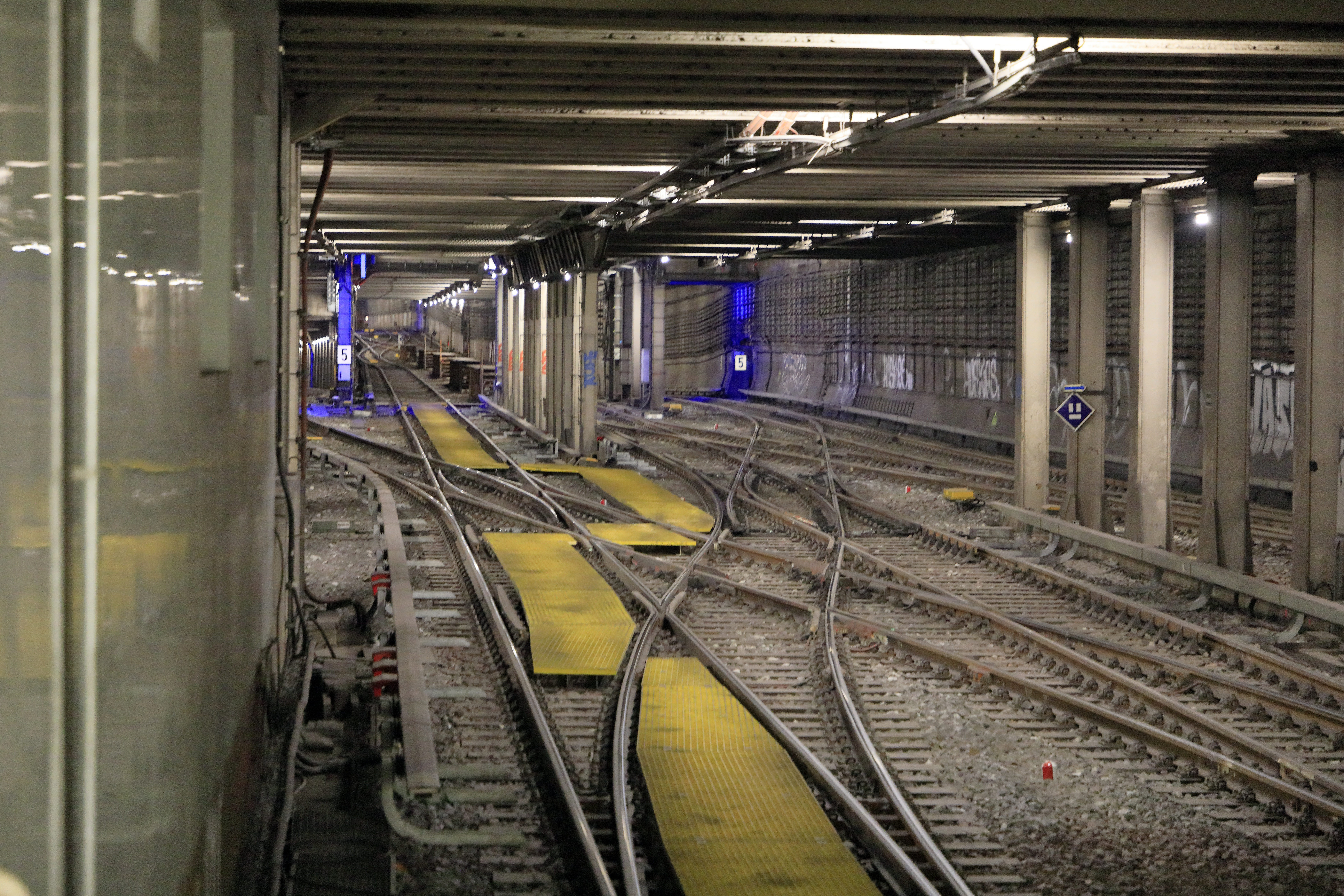
Kehranlage Potsdamer Platz in Richtung „Heuboden“ (mittlere Gleise), Vorleistung für die Einbindung der S21

Der zweite 1,9 km lange Bauabschnitt, dessen Inbetriebnahme für 2036 geplant ist, soll durch eine neue unterirdische Spreequerung östlich des Paul-Löbe-Hauses und des Reichstagsgebäudes sowie westlich am Brandenburger Tor vorbei zur Behrenstraße führen, wo die Strecke an das Obergeschoss des 1934–1936 gebauten Teilstücks des Nord-Süd-Tunnels (umgangssprachlich „Heuboden“ genannt) zum bestehenden S-Bahnhof Potsdamer Platz anschließen soll. Die S-Bahn-Linien in Nord-Süd-Richtung können dann nördlich des Potsdamer Platzes wahlweise über den Bahnhof Friedrichstraße oder über den Hauptbahnhof geführt werden. Auf diesem Abschnitt gibt es keine Zwischenstationen. Ursprüngliche Planungen für einen Halt am Reichstagsgebäude wurden verworfen. Der Bundestag hatte sich gegen eine solche Station ausgesprochen.
Eine Machbarkeitsstudie untersuchte verschiedene Varianten zur Spreequerung südlich des Hauptbahnhofs. 2007 sprach sich der Senat dafür aus, den Tunnelabschnitt unter der Spree mittels eines 115 m langen Verschubs aus einem Trockendock am südlichen Ufer heraus herzustellen. Hierfür wären nördlich der Spree, im unmittelbaren Anschluss an den ersten Realisierungsabschnitt, entsprechende Vorsorgemaßnahmen nötig, die bereits zusammen mit diesem hergestellt werden sollten. 2010 schrieb die Deutsche Bahn die Entwurfsplanung hierfür aus. Für die weitere Verlängerung bis zum Anschluss „Heuboden“ wurden für zwei Varianten (in offener Bauweise sowie im Schildvortrieb) Kostenschätzungen erstellt, die in die Kosten-Nutzen-Untersuchung des Bundes einflossen.
Diese auch den ersten Realisierungsabschnitt umfassende Kosten-Nutzen-Untersuchung fiel positiv aus, für beide Abschnitte wurde mit Kosten von 317 Millionen Euro (ohne Bahnhof am Reichstagsgebäude) gerechnet. Nach Fertigstellung des zweiten Abschnitts werden nördlich des Hauptbahnhofs rund 80.000 und südlich rund 70.000 Fahrgäste pro Tag erwartet. Bedient werden soll die Strecke dann von einer neuen Linie (Jungfernheide – Hauptbahnhof – Potsdamer Platz) und der Linie S1 (Oranienburg/Frohnau – Wannsee). Zudem ist eine zusätzliche Ergänzung der S1 bis nach Zehlendorf geplant. Hierfür käme die geplante Linie S15 (Frohnau/Waidmannslust – Hauptbahnhof – Potsdamer Platz – Zehlendorf) oder die S85 (Flughafen BER – Ostkreuz – Nordring – Hauptbahnhof – Potsdamer Platz – Zehlendorf) infrage. Aktuell (Stand: Dezember 2020) sind auf diesem Abschnitt 177 S-Bahnen pro Tag und Richtung geplant.
Im März 2013 gab das Land Berlin bekannt, die Planungskosten zu übernehmen und das Genehmigungsverfahren einleiten zu wollen. Die Bauzeit wurde dabei mit zwei bis drei Jahren angegeben bei Kosten von 175 Millionen Euro. Dafür soll ein neuer Tunnel zwischen dem Hauptbahnhof und dem Bereich des Brandenburger Tores entstehen, um dort an den seit 1936 bestehenden Tunnel anzuschließen, der derzeit als Abstellanlage genutzt wird. Für den durchgehenden Tunnel ist ein Zehn-Minuten-Takt mit der Linie S1 vorgesehen, der zur Hauptverkehrszeit auf einen Fünf-Minuten-Takt verdichtet werden soll. Im Juni 2013 schrieb die Deutsche Bahn Planungsleistungen für den rund 1,2 km langen neuen Tunnelabschnitt einschließlich der Verkehrsanlagen und der technischen Ausrüstung aus. Es gab seinerzeit keine seriösen Aussagen, wann tatsächlich mit dem Bau begonnen werden kann, da das Planfeststellungsverfahren seinerzeit erst 2021 eingeleitet werden sollte. Die Bauzeit für den zweiten Abschnitt wurde mit rund sechs Jahren angegeben. Der Tunnelabschnitt soll im Wesentlichen im Schildvortrieb errichtet werden, wobei die beiden Tunnelröhren den Reichstag auf getrennten Wegen östlich und westlich umfahren. Die vorgesehene Streckenführung wurde allerdings nach Medienberichten mehrere Jahre durch die Bundestagsverwaltung blockiert. Für die Anbindung an den Bestandstunnel ist vor dem Brandenburger Tor eine offene Baugrube vorgesehen. Planungs- und Baukosten sind inzwischen auf 199 Millionen Euro veranschlagt worden.
Anfang 2020 gab die Bau- und Raumkommission des Deutschen Bundestages ihre jahrelange Blockade aufgrund von Sicherheitsbedenken gegen die S21-Führung am Reichstagsgebäude auf und einigte sich mit der Deutschen Bahn auf den Streckenverlauf. Danach wird die S21-Strecke in zwei jeweils eingleisigen Tunnelröhren östlich und westlich am Reichstagsgebäude vorbeiführen, wobei die Abstände durch eine geänderte Höchstgeschwindigkeit und dadurch angepasste Streckenführung vergrößert wurden. Im Süden wird an die bauliche Vorleistung aus den 1930er Jahren (Heuboden) angeschlossen. Die bestehende Entwurfsplanung wird nun entsprechend überarbeitet.
Eine mögliche Trasse würde das Denkmal für die im Nationalsozialismus ermordeten Sinti und Roma Europas unterqueren. Die Deutsche Bahn sah vor, das Denkmal vorübergehend abzubauen. Der Zentralrat Deutscher Sinti und Roma kritisierte das Vorhaben und zeigte sich darüber empört, dass die Deutsche Bahn zuvor keinen Kontakt zu dem Zentralrat aufgenommen hatte. Die Deutsche Bahn drückte darüber zunächst Verblüffung aus. In der Folge fanden Gespräche zwischen den beiden Parteien statt. Mit dem Zentralrat konnte im Dezember 2020 eine Einigung erzielt werden. Um eine zeitweilige Beeinträchtigung des Denkmals zu vermeiden, nahm die Deutsche Bahn in Kauf, dass die Züge in diesem Tunnelabschnitt voraussichtlich dauerhaft nur mit 50 km/h statt wie geplant 80 km/h fahren können. Aktivisten kritisieren, dass die Deutsche Bahn, die geschichtlich als Nachfolgerin der Reichsbahn durch die Transporte von Menschen in Konzentrationslager stark belastet sei, in dieser Frage so wenig Sensibilität zeige.
Am 19. Dezember 2023 gab der Berliner Senat bekannt, dass er sich für die Trassenvariante 12h entschieden hat. Es sollen zwei getrennte Tunnel errichtet werden, die das Reichstagsgebäude westlich und östlich umfahren. Daraufhin konnte am 9. Januar 2024 das Planfeststellungsverfahren eingeleitet werden.
Während der Abschnitt am Reichstag mittels Tunnelbohrmaschine unterirdisch errichtet wird, soll es vor dem Brandenburger Tor eine offene Baugrube geben.

### Potsdamer Platz – Yorckstraße

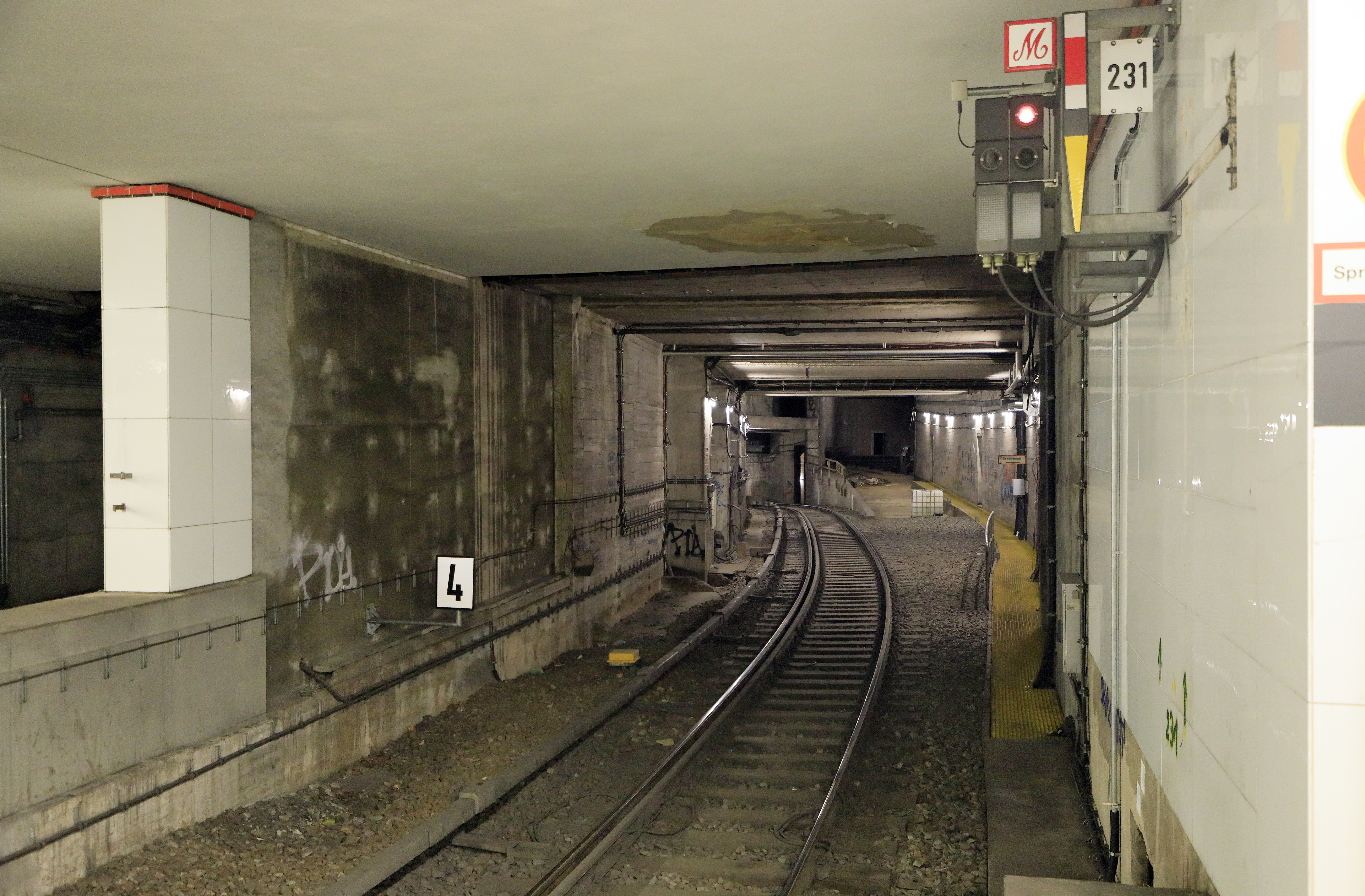
Vorbereitete Streckenausfädelung südlich des Bahnhofs Potsdamer Platz

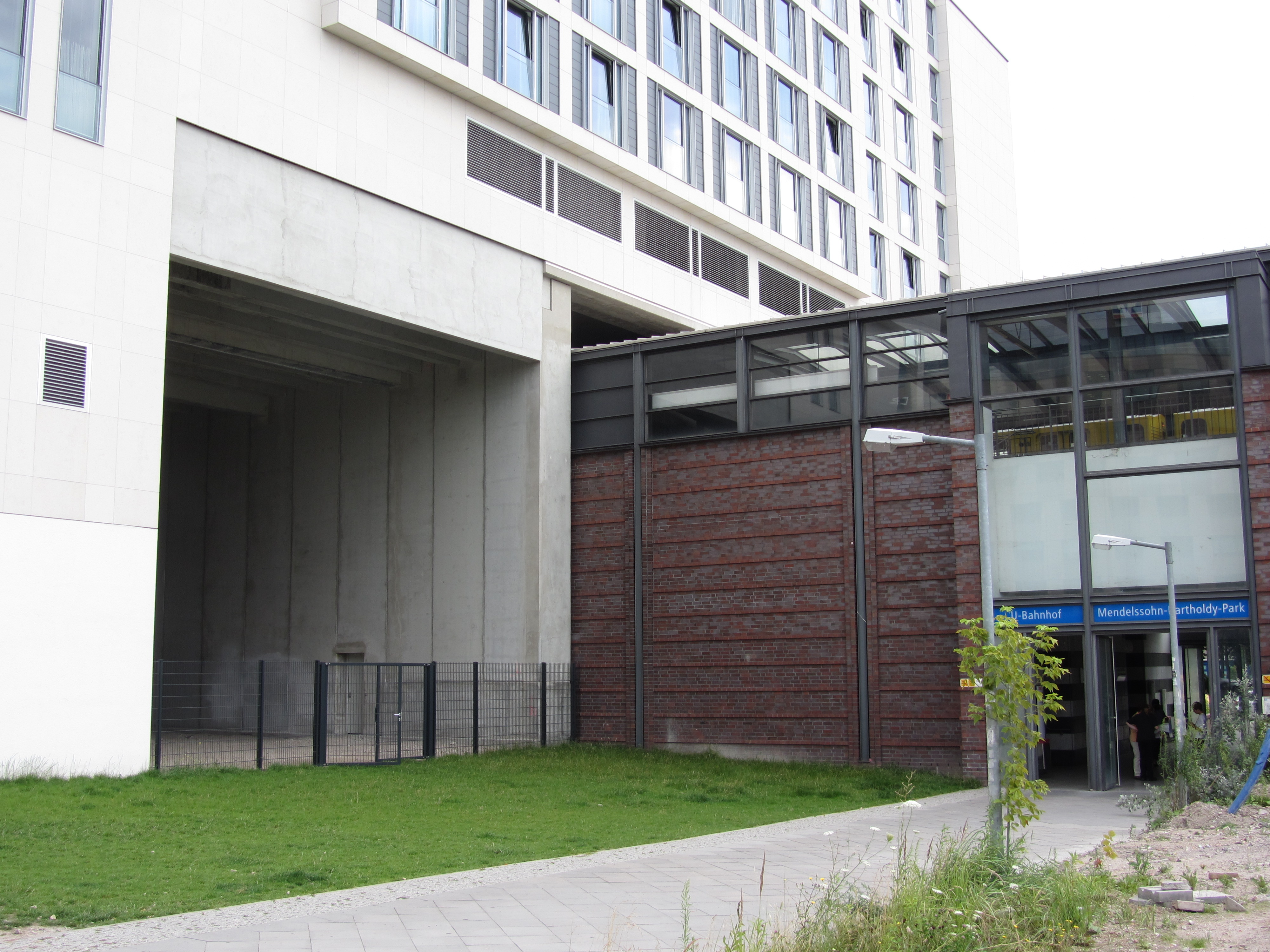
Trassenfreihaltung neben dem U-Bahnhof Mendelssohn-Bartholdy-Park und unter den Gebäuden an der Gabriele-Tergit-Promenade

Der 3,9 km lange Bauabschnitt 3a würde Planungen aus den 1930er Jahren folgen, wonach der Potsdamer Ring- und Vorortbahnhof geschlossen und stattdessen die S-Bahn-Züge vom unterirdischen Bahnhof Potsdamer Platz auf dieselben Strecken gehen sollten. Hierfür wurden beim Bau des S-Bahnhofs Potsdamer Platz an dessen südlichem Ende gesonderte Ausfädelungen zur späteren Einbindung der Gleise der Südringspitzkehre errichtet, jedoch nie genutzt. Diese wurden in den 1990er Jahren beim Bau eines Geschäftshauses als Vorsorgemaßnahme verlängert und über eine Omega-Dichtung aus Gummi berührungslos mit dem bestehenden Nord-Süd-S-Bahn-Tunnel verbunden. Von den alten Gleisanlagen des Potsdamer Bahnhofs ist nichts mehr übrig.
Weiter Richtung Süden wird eine Trasse in etwa entlang der früheren Südringspitzkehre – im nördlichen Abschnitt parallel zur U-Bahn-Linie U2 und unterhalb der Bauten der Park Kolonnaden zwischen Gabriele-Tergit-Promenade und Köthener Straße – für die S21 freigehalten, um anschließend auf einer neuen Brücke den Landwehrkanal sowie das Parkhaus Gleisdreieck zu überqueren und den U-Bahnhof Gleisdreieck zu erreichen. Dort ist ein Umsteigebahnhof vorgesehen, der erstmals einen Übergang zu den U-Bahn-Linien U1 und U3 schaffen würde, sowie kürzere Wege für einen Umstieg zur Linie U2 als am Potsdamer Platz. Von dieser neuen Station würde die neue Strecke den Tunnelmund des Tunnels Nord-Süd-Fernbahn über- und das Viadukt der U-Bahn unterqueren, um kreuzungsfrei in die seit den 1930er Jahren dort verlaufende Strecke der Wannseebahn in Richtung S-Bahnhof Yorckstraße (Großgörschenstraße) und gegebenenfalls durch ein Verzweigungsbauwerk zusätzlich in die Vorortstrecke zum S-Bahnhof Yorckstraße (S2, S25, S26) einzufädeln.
Im August 2019 wurde für diesen Bauabschnitt eine Planungsvereinbarung unterzeichnet, danach übernimmt das Land Berlin für die nächsten vier Jahre die Planungskosten von etwa 7,3 Millionen Euro. Enthalten sind eine 2,1 km lange Strecke ab Potsdamer Platz über Gleisdreieck bis zu den beiden S-Bahnhöfen Yorckstraße und Yorckstraße (Großgörschenstraße) sowie ein neuer S-Bahnhof am U-Bahnhof Gleisdreieck. Die Vorplanung sollte, mit Stand 2020, bis 2023 abgeschlossen sein. Der Fertigstellung dieses Abschnitts soll frühestens 2037 erfolgen.

### Yorckstraße – Südring
Die in Aussicht genommene Trasse des Bauabschnitts 3b beginnt am Bahnhof Julius-Leber-Brücke. Sie führt über die wiederaufzubauende sogenannte Cheruskerkurve als Teil der früheren Südringspitzkehre und bindet in Richtung Osten in den Südring ein. Das Ende der Verbindungskurve liegt dann kurz vor dem Bahnhof Südkreuz. Die Streckenverzweigung am Bahnhof Julius-Leber-Brücke wurde bei dessen Bau in den 2000er Jahren bereits berücksichtigt: So kann der Außenbahnsteig Richtung Norden (Yorckstraße) um eine zweite Kante für das ebenfalls nordwärts führende S21-Gleis zu einem Mittelbahnsteig erweitert werden, was eine behinderungsfreie Einfahrt sowie einen bequemen Umstieg ermöglichen würde.
Die Gleise der Cheruskerkurve wurden in den 1950er Jahren beseitigt. Im heute auf dem Gelände befindlichen Cheruskerpark zwischen der Cheruskerstraße und dem Gasometergelände lassen sich noch die früheren Trassen erkennen.

## Linien
Die neue S-Bahn-Strecke soll gemäß Nahverkehrsplan Berlin 2019–2023 durch folgende Linien bedient werden: Mit der Eröffnung des ersten Bauabschnittes soll eine neue Linie S15 von einem Interimsbahnsteig im Hauptbahnhof (tief) über Wedding nach Gesundbrunnen verkehren. Die Taktdichte soll im Tagesverkehr 10 Minuten, in den Tagesrandlagen 20 Minuten und im Nachtverkehr 30 Minuten betragen. Diese neue Linie S15 soll später bis Waidmannslust verkehren und – bei Verfügbarkeit weiterer S-Bahn-Fahrzeuge – bis Frohnau. Die Linie S46 von Königs Wusterhausen nach Westend soll über Jungfernheide, Beusselstraße und Westhafen bis zum Hauptbahnhof (tief) verlängert werden. Des Weiteren soll die Linie S85 vom Flughafen Berlin Brandenburg über Ostkreuz und Gesundbrunnen nach Hauptbahnhof (tief) verkehren. Mit Wiedereröffnung der Siemensbahn soll eine neue, im 10-Minuten-Takt verkehrende S-Bahn-Linie von Gartenfeld über Jungfernheide und Westhafen zum Hauptbahnhof (tief) umgesetzt werden. Diese Linie wird mit der Umsetzung der zweiten und dritten Baustufe perspektivisch weitergeführt.